# 맷 코언 (배우)
맷 코언(Matt Cohen, 1982년 10월 28일 ~ )은 미국의 배우이다.

## 출연 작품
- 윈저 드라이브 (2015)
- 리커리쉬 (2014)
- 부기맨 2 (2007)